# František Tomášek (copilote)
Pas d'image ? Cliquez ici
František Tomášek est un copilote tchèque de rallye-raid né le 10 août 1982 à Prague. Il est vainqueur en catégorie camion du Rallye Dakar 2024 en tant que copilote de son compatriote Martin Macík.

## Biographie

### Résultats au Rallye Dakar
| Année | Catégorie | Marque | Poste                    | Position  | Victoires d'étapes |
| ----- | --------- | ------ | ------------------------ | --------- | ------------------ |
| 2016  | Camion    | LIAZ   | Copilote de Martin Macík | 19e       | -                  |
| 2017  | Camion    | LIAZ   | Copilote de Martin Macík | 10e       | -                  |
| 2018  | Camion    | LIAZ   | Copilote de Martin Macík | 5e        | -                  |
| 2019  | Camion    | LIAZ   | Copilote de Martin Macík | 18e       | -                  |
| 2020  | Camion    | Iveco  | Copilote de Martin Macík | 5e        | -                  |
| 2021  | Camion    | Iveco  | Copilote de Martin Macík | 4e        | 3                  |
| 2022  | Camion    | Iveco  | Copilote de Martin Macík | 7e        | -                  |
| 2023  | Camion    | Iveco  | Copilote de Martin Macík | 2e        | 5                  |
| 2024  | Camion    | Iveco  | Copilote de Martin Macík | Vainqueur | 3                  |
| 2025  | Camion    | Iveco  | Copilote de Martin Macík |           |                    |

## Autres victoires
Victoires en tant que copilote de Martin Macík
- 3 Rallye du Maroc : 2018, 2022, 2024
- 4 Baja Aragón : 2017, 2019, 2021, 2024
- 3 Baja de Pologne : 2017, 2018, 2019
- 2 Baja Drawsko : 2016, 2020